# 楊小佩
楊小佩（1949年6月2日—1990年4月24日），臺灣鋼琴家，少女時赴法國留學，後赴美國定居。

## 生平

### 幼年練琴
楊小佩祖籍江蘇，1949年生於台北，為時任美聯社駐台北記者楊立達之女，有兩個弟弟。
楊小佩在5歲就向時為國立臺灣師範大學音樂學系教授的周崇淑學習鋼琴。1955年11月27日三屆兒童音樂比賽大會，楊小佩在鋼琴組三等七名選手中排第一名。1958年2月8日，第五屆兒童音樂比賽大會，楊小佩在鋼琴組僅入選，一等為陳綠綺、郭珠美、林巧琳等。該年2月，8歲的楊小佩改拜臺灣師範大學教授張彩湘為師。1959年2月25日，時為北師附小學童的楊小佩獲第六屆兒童音樂比賽大會鋼琴組第一名。
1962年8月20日，楊小佩在台北國際學舍舉行鋼琴獨奏會。當時剛到臺灣不久的藤田梓，就有到場。

### 赴法留學
1962年8月23日，楊小佩在全家陪伴下赴法國巴黎音樂學院深造。楊立達就因此辭去美聯社職務，在巴黎的餐館當會計。楊小佩藉由張彩湘鋼琴老師井口基成的推薦，與森安耀子同樣拜Pierre Sancan為師。
在琴藝上，藤田梓評論楊小佩右腳踏板與左腳弱音踏板均運用良好，能造成樂句音色變化與漸弱的效果。張彩湘則說楊小佩具有天生的絕對音感。
1965年6月12日，楊小佩參加學院的音樂賽，須在7位法國政府教育部聘的委員前演奏《第21號鋼琴奏鳴曲》與保羅·杜卡《鋼琴奏鳴曲》，得4票者才可取得畢業。楊小佩在此賽獲鋼琴女子組首獎的消息，得到法新社報導。在此之前，華人學生獲此榮譽的，是6年前曾得該院小提琴組首獎的馮福珍。對當時台灣的媒體而言，陳必先與楊小佩毋寧都是矚目的樂壇新星。記者形容楊小佩留著一頭如緞的直髮，具有獨特的神韻氣質。楊小佩則欣賞瑪塔·阿格麗希熱情、混合著南美洲粗曠的風格。
1967年10月6日，日內瓦國際音樂比賽，楊小佩在鋼琴比賽獲第三名。之後，她19歲在梅西安國際鋼琴比賽獲第四獎，20歲獲英國里茲國際音樂大賽鋼琴優勝獎、23歲取得巴黎音樂院碩士。

### 短暫回臺

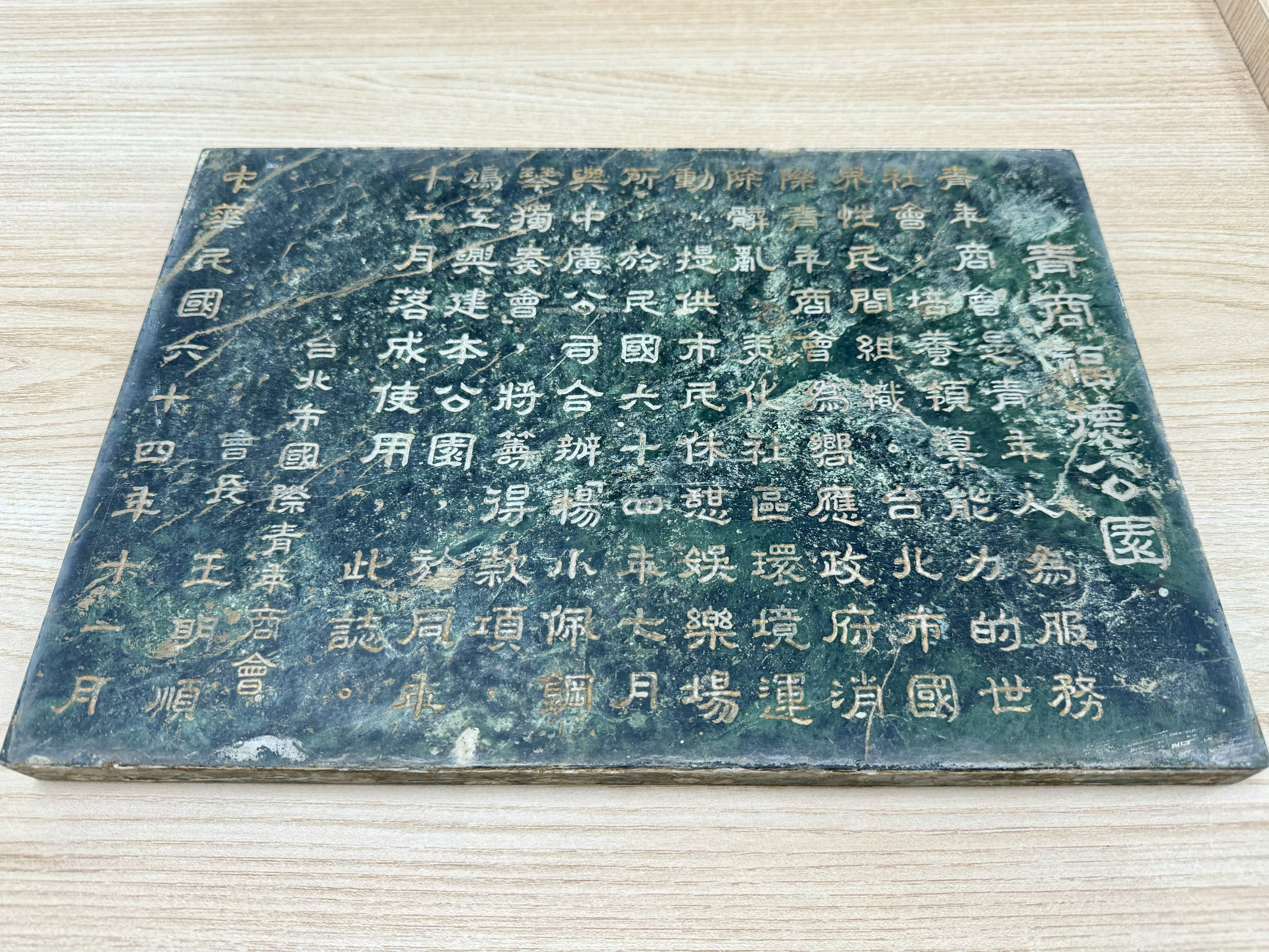
青商福德公園落成誌

1973年8月，楊小佩回臺灣擔任臺灣師範大學客座副教授，並在校園旁的浦城街租屋。任教期間，楊小佩教過辛幸純、林海音女婿。楊小佩也會去許博允在北投長春路的宅邸參加文藝聚會，演奏蕭邦的瑪祖卡舞曲。楊小佩在該年認識第一任丈夫，為衣治凡，認識10個月就後結婚。
1975年7月26日，楊小佩應中台北市國際青年商會與中國廣播公司之邀，在臺北國父紀念館舉行鋼琴獨奏會，將全部收入作公園計劃基金。這場收入用來在今日的台北市廣慈衛福大樓附近建立青商福德公園，並有一塊感謝楊小佩的落成誌。1975年12月28日，青商福德公園舉行落成典禮。
之後楊小佩與衣治凡離婚，赴美國再展開第二段婚姻。

### 赴美定居
1979年，楊小佩移居美國。1980年3月2日，暫回臺灣的楊小佩不滿台中中興堂鋼琴品質，拒絕演出，讓遠道而來的聽眾失望。第二段婚姻離婚後，楊小佩從此也少有公開演出。她和母親住在加州奧克蘭，獨留父親在法國。
1989年10月，楊小佩在CBS公司洽錄演奏唱片時發現已罹肺癌。楊立達為籌措女兒醫療費用，決定將收藏的鄒一桂花鳥畫、楊家在奧克蘭的自宅，各以新台幣50萬出售。1990年3月底，鋼琴家林和惠特地從臺灣探望楊小佩。1990年4月25日清晨，楊小佩在家去世。她41歲去世時，女兒麗莎僅8歲。遺產管理人金恩禧依照楊小佩儀遺囑將自宅出售，將其中10萬美元捐與巴黎音樂院作為華籍學生獎學金。

## 外部連結
- 楊小佩紀念臉書的Facebook專頁